# Okręg Leventina
Leventina (wł. Distretto di Leventina, hist. Landvogtei Livinen) – okręg w Szwajcarii, w kantonie Ticino. Siedziba okręgu znajduje się w miejscowości Faido.  
Okręg składa się z czterech powiatów (circolo), w skład których wchodzi dziesięć gmin (comune) o powierzchni 479,55 km² i o liczbie mieszkańców 8 718.

## Powiaty
1. Airolo
2. Faido
3. Giornico
4. Quinto